# Nadabrahma-Meditation
Nadabrahma (von Sanskrit नाद, m., nāda, Klang) ist eine Form der aktiven Meditation, die hauptsächlich durch Bhagwan Shree Rajneesh (heute Osho) populär geworden ist.
Die Nadabrahma-Meditation dauert insgesamt sechzig Minuten und setzt sich aus drei aufeinanderfolgenden Phasen zusammen. In der ersten Phase erzeugt der Meditierende einen Summton, der eine innere Vibration hervorrufen soll. Die zweite Phase wird von einer sehr langsamen Bewegung der Arme begleitet, damit soll Energie abgegeben und aufgenommen werden. Zum Abschluss folgt eine Entspannung in der Rückenlage. Die gesamte Meditation wird in der Regel zur Musik von Georg Deuter ausgeführt, der in den 1970er Jahren im Ashram von Poona gelebt und auch zu den anderen bekannten Meditationen von Bhagwan Musik komponiert hat.
Die Meditation hat zum Ziel, Körper und Geist zu harmonisieren sowie zu innerer Stille zu führen. Unter den aktiven Meditationen Oshos ist sie die sanfteste, da hier nur leichte Bewegungen gefordert werden. Es werden zahlreiche Bücher, CDs und Kurse dazu angeboten.
Unter Nada Brahma versteht man, dass die Welt (hier: Brahma) aus Klang (Nada) besteht. Der Begriff wurde schon im alten Indien benutzt, um das Wesen der Welt zu erklären. In fortgeschrittenen Meditationsstadien würden spontane innere Klänge wahrgenommen werden. Praktiken, in denen der Meditierende seine Aufmerksamkeit auf solche Klänge oder den sog. Tonstrom richtet, werden teilweise als Nada Yoga bezeichnet. Es gibt sie in verschiedenen Traditionen. Im Surat Shabd Yoga (Aufmerksamkeits-Tonstrom-Yoga), einer Meditationspraxis der Sant-Mat-Bewegung des indischen Radhasoami-Glaubens innerhalb des Sikhismus besteht die zentrale Meditationspraxis nach der Initiation durch den Guru in der Konzentration auf ein inneres Licht und den Tonstrom. Letzterer wird dort auch „Naam“ genannt. Im Arabischen gibt es den Begriff „Bang-i-Ilahi“ (Ruf Gottes) und „Nida-i-Asmani“ (himmlischer Ton). Andere Begriffe für „Nada“ sind „Akash Bani“ (sanskrit: Stimme des Himmels, himmlische Musik), „Udgit“ (Upanishaden: Lied der himmlischen Regionen), „Sraosha“ (zoroastrisch: Stimme des Bewusstseins), „Sphärenharmonie“ bei Pythagoras. Im Kundalini-Yoga spielen Klänge eine wichtige Rolle und werden den einzelnen Chakren zugeordnet. Die Absorption durch Klang wird in der Nada Bindu Upanishad beschrieben. Es gibt auch mystische bzw. symbolische Handbewegungen, die man Nada-Mudra nennt.

## Musik
- Deuter: Nadabrahma, 1 CD-Audio, ISBN 3-931254-02-X

## Weblink
- detaillierte Beschreibung, Musikdemo, Video